# باراکس (ویرجینیا)
باراکس (به انگلیسی: Barracks) یک منطقهٔ مسکونی در ایالات متحده آمریکا است که در شهرستان البمارل، ویرجینیا واقع شده‌است.